# 3308 Ferreri
3308 Ferreri је астероид главног астероидног појаса са средњом удаљеношћу од Сунца која износи 3,142 астрономских јединица (АЈ).
Апсолутна магнитуда астероида је 11,5.